# Ramon Andersson
Ramon Dean Andersson (ur. 20 marca 1963 w Middle Swan) – australijski kajakarz. Brązowy medalista olimpijski z Barcelony.
Zawody w 1992 były jego pierwszymi igrzyskami olimpijskimi, brał udział także w igrzyskach cztery lata później. Brązowy medal wywalczył w kajakowych czwórkach na dystansie 1000 metrów. Wspólnie z nim płynęli Kelvin Graham, Ian Rowling i Steven Wood. W 1991 był srebrnym medalistą mistrzostw świata na dystansie 10 000 metrów.